# Cadillac Sixteen

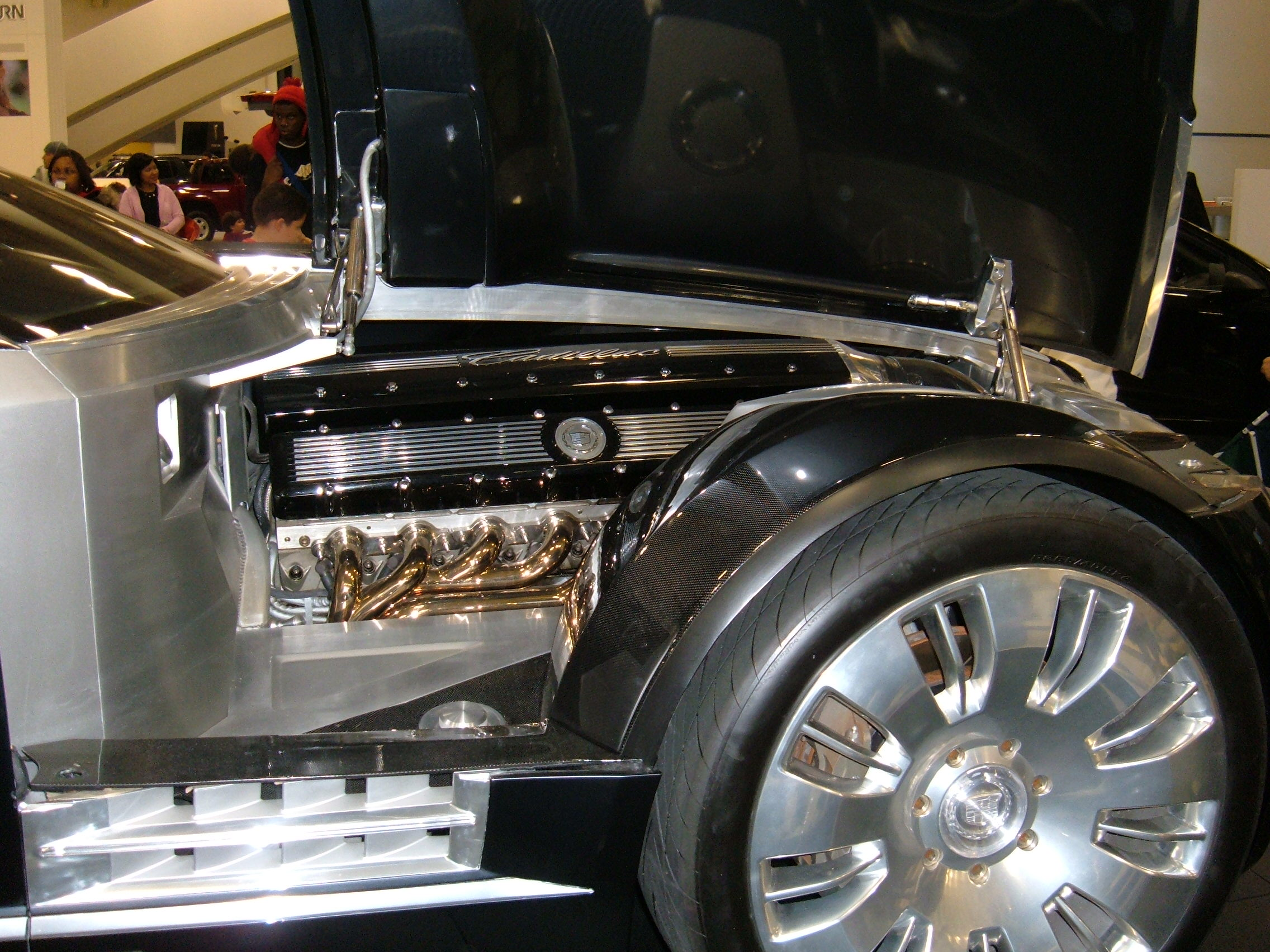
Jednostka V16 Cadillaca Sixteen.

Cadillac Sixteen − model prototypowy luksusowego samochodu osobowego marki Cadillac. Prędkość maksymalna wynosi 227 km/h.

## Gabaryty
- Rozstaw osi 3,556 m
- Długość 5,673 m
- Koła 24" z oponami P265/40R24
- Karoseria aluminiowa, 4-drzwiowa bez słupka środkowego między drzwiami, dach całkowicie wykonany ze szkła.
- Rozkładana przednia maska.

## Silnik
- 16 cylindrów w układzie V16, pojemność skokowa 13,6 litra
- Moc około 1 000 KM/745 kW przy 6 000 obr./min
- Moment obrotowy 1 355 Nm przy 4 300 obr./min

Stylizacja na lata 30. obejmuje nawet taki sam jak wówczas sposób otwierania klapy silnika – dwa skrzydła z zawiasami na biegnącym centralnie żebrze. Szesnastocylindrowy silnik (w układzie V) ma pojemność 13,6 litra, tysiąc koni i 16 cylindrów, z których 12 można wyłączyć. Pozwala to na uzyskanie mocy 1000 KM, a maksymalny moment obrotowy sięga 1350 Nm. Była to zapowiedź serii silników typu Displacement on Demand (pojemność na żądanie). Technologia DoD pozwala bowiem na automatyczne redukowanie ilości pracujących cylindrów o połowę. Silnik sixteen może więc pracować na 16, 8, a nawet 4 cylindrach. Wraz ze spadkiem ilości pracujących cylindrów spadają osiągi silnika, ale także maleje spalanie.
Silnik DoD startuje ze wszystkich cylindrów, żeby dostarczyć moc pozwalającą ruszyć szybko. W czasie jazdy komputer analizuje warunki jazdy i decyduje czy potrzebne są wszystkie cylindry, czy nie. Jeżeli uzna że nie, po prostu zamyka zawory wybranych cylindrów. Kiedy trzeba szybko przyspieszyć, automat w ułamku sekundy włącza wszystkie cylindry. Podczas próbnej jazdy z Detroit do Kalifornii okazało się, że 65 proc. drogi samochód przejechał na ośmiu cylindrach, 30 proc. na czterech, a tylko 5 proc. na wszystkich szesnastu.

## Wnętrze
Design – luksus lat 30. zeszłego wieku. Szlifowane szkło kryształowe na wskaźnikach, a pośrodku deski rozdzielczej umieszczono zegar Bulgari. Tapicerka skórzana jasnobrązowa wyścielana kreuje wnętrze ozdobione elementami ze szlachetnego drewna orzechu i wyłożone ręcznie tkanymi dywanikami jedwabnymi w kolorze kremowym.

Kompletne wyposażenie elektroniczne najnowszej generacji:
- system informatyczno-rozrywkowy DVD,
- system Bose Sound,
- system zabezpieczenia i komunikacji OnStar.

Do budowy samochodu wykorzystano aluminium dzięki czemu osiągnięto masę ok. 2,3 t.

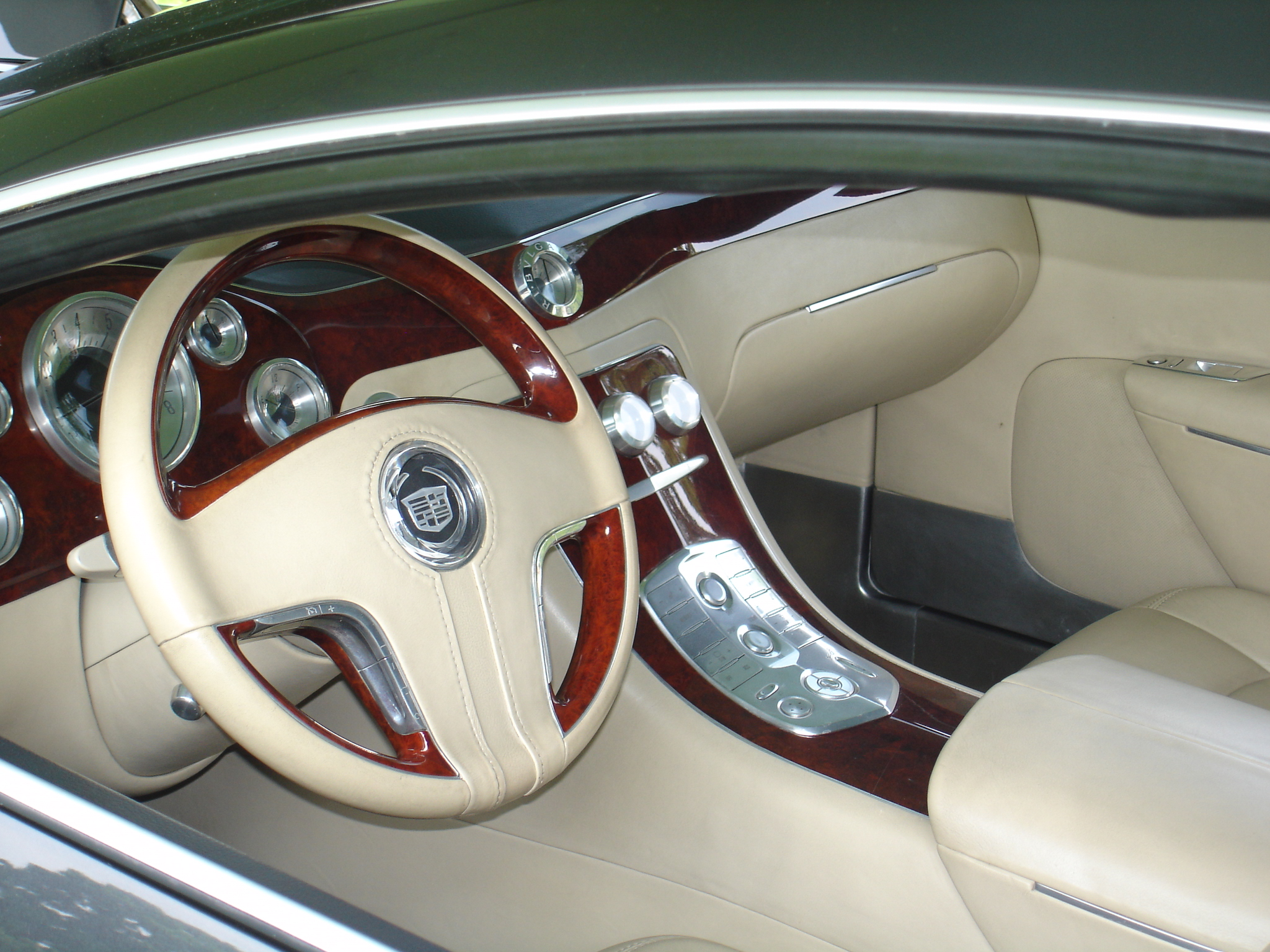
Przód wnętrza
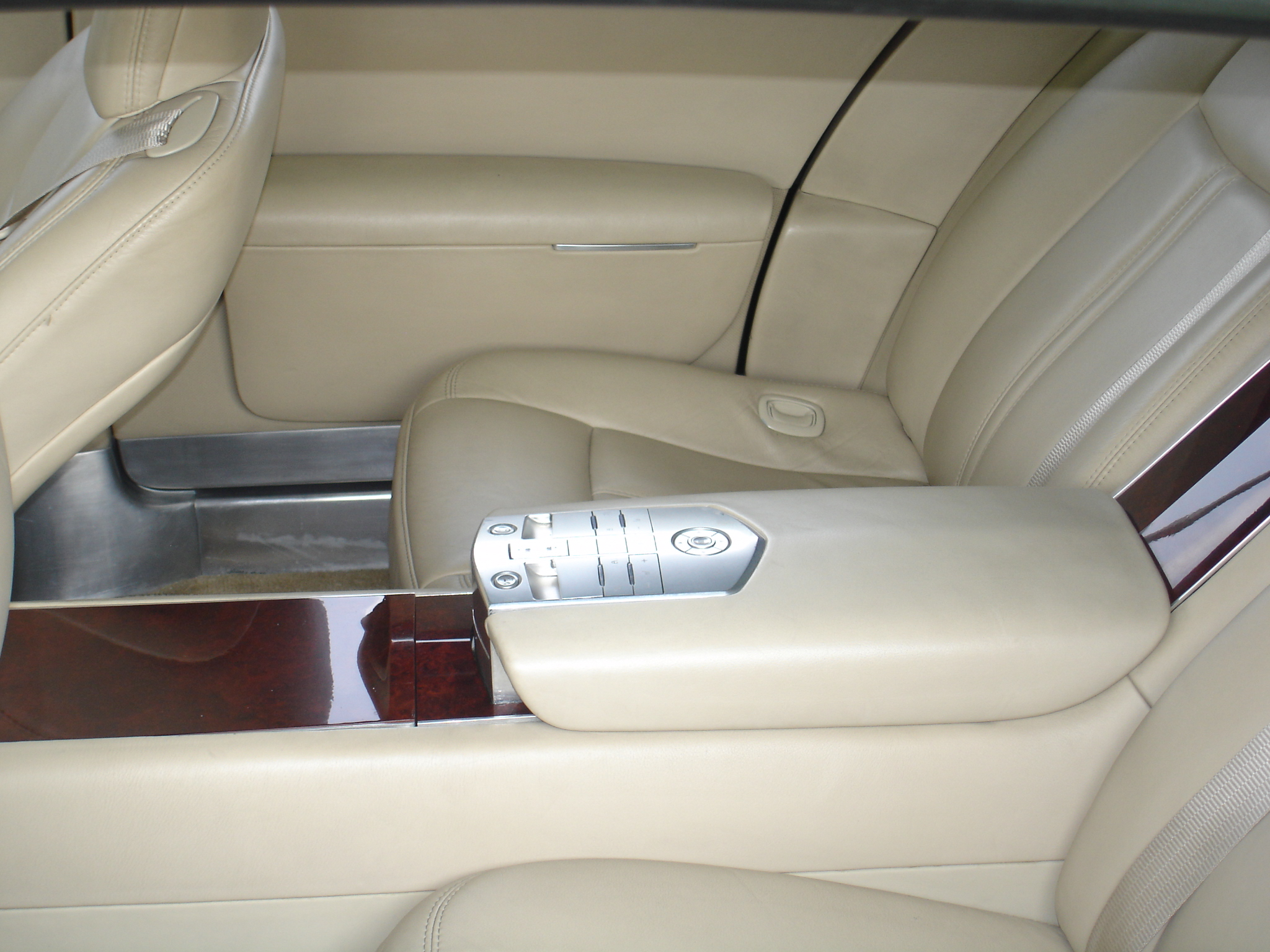
Tył